# Samsung Knox
Samsung Knox ist eine mobile Sicherheitslösung für Unternehmen. Der Name „Samsung Knox“ ist an Fort Knox angelehnt.

## Knox Lösungen
Knox besteht aus fünf Komponenten, die die Konfiguration, Registrierung, Geräteverwaltung, Containerisierung und (Fern-)Wartung des mobilen Betriebssystems adressieren.

### Knox Workspace („Knox Platform for Enterprise“)
Samsung Knox stellt einen Sicherheitscontainer zur Verfügung, mit dem man geschäftliche und private Inhalte isoliert voneinander auf demselben Gerät ablegen kann. Mit PIN-Code, Passwort oder biometrischer Authentifizierung kann der Anwender schnell vom persönlichen in den geschäftlichen Arbeitsbereich wechseln. Laut Angabe des Herstellers ist Knox vollständig kompatibel mit Android, stellt eine zuverlässige Trennung der Arbeitsbereiche sicher und schützt vor allen ernsthaften Sicherheitslücken in Android.

### Ersteinrichtung („Knox Mobile Enrollment“)
Bei der Ersteinrichtung des Gerätes können automatisch unternehmensspezifische Einstellungen vorgenommen werden. Die Geräte eines Unternehmens werden über die Seriennummer erkannt.
Außerdem ist es möglich, zweckgebundene Geräte zur einmaligen Nutzung zu konfigurieren. Somit kann z. B. für Mitarbeiter in Rufbereitschaft die Nutzung des Gerätes auf bestimmte Apps eingeschränkt werden.

### Mobilgeräteverwaltung („Knox Manage“)
Knox bietet IT-Administratoren die Möglichkeit, Geräte zu verwalten, verhindert dabei aber den Zugriff auf persönliche Daten. Mit der Mobilgeräteverwaltung (Mobile-Device-Management, MDM) können Sicherheitsrichtlinien aktiviert werden wie Passwortrichtlinien, Positiv- oder Negativlisten für Apps und Beschränkungen der Datenweitergabe.
Weiterhin wird Microsoft Active Directory unterstützt um bestehende Gruppenrichtlinien auch auf Mobilgeräten anzuwenden.

### Betriebssystem-Patches („Samsung E-FOTA“)
FOTA steht für „Firmware Over-the-Air“. Das „E“ steht für „Enterprise“. Da eine aktuelle Android-Version inklusive aller Sicherheitsupdates maßgeblich für die mobile Sicherheit ist, können diese von der IT standortunabhängig gesteuert und zu einem festgelegten Zeitpunkt zwingend („Forced Update“) durchgeführt werden.

### Konfiguration („Knox Configure“)
Knox Configure deckt die Anforderungen des Mobile Application Managements ab und erlaubt beispielsweise das Whitelisten und Blacklisten mobiler Anwendungen. Außerdem können Zugangsdaten voreingestellt, Softwarelizenzen verwaltet und die Mobilfunkabrechnung gesteuert werden.

#### Zugriff auf Exchange Server
Knox unterstützt Exchange ActiveSync zum Zugriff auf Microsoft Exchange Server.

## Sicherheit

### Verschlüsselung
Der Sicherheitscontainer verwendet 256-Bit-AES-Verschlüsselung. Nur bei korrekter Authentifizierung auf einem Samsung-Gerät werden die Daten entschlüsselt.

### Warranty-Bit
Wenn Knox erkennt, dass ein anderer Bootloader oder Kernel auf dem Gerät installiert wurde, wird das einmalig programmierbare „Warranty-Bit“ geändert, was mit einer durchgebrannten Sicherung vergleichbar ist. Danach ist es nicht mehr möglich, neue Container zu erstellen oder vorhandene Container abzurufen.

## Anwender
- Im Oktober 2014 hat die U.S National Security Agency (NSA) in einem Programm für Techniken zur schnellen Installation auf kommerziellen Geräten  die Verwendung von Samsung Galaxy Geräten befürwortet. Die Empfehlung gilt für die Geräte Galaxy S4, Galaxy S5, Galaxy S6, Galaxy S7, Galaxy Note 3, Galaxy Note 10.1.[8]

- Im Juni 2014 wurden 5 Samsung Geräte in die Liste der zugelassenen Geräte für sensible Verwendung der Defense Information Systems Agency (DISA) aufgenommen. Die DISA ist eine Behörde des Verteidigungsministeriums der Vereinigten Staaten. Diese Liste enthält kommerzielle Technologien, die für Zwecke der Verteidigung genutzt werden dürfen.[9]

## Kritik
- Im Oktober 2014 wurde entdeckt, dass die ursprüngliche App „My Knox“ PINs als unverschlüsselten Text speichert.[10]
- Im Mai 2016 fanden die israelischen Forscher Uri Kanonov und Avishai Wool drei Sicherheitslücken in bestimmten Versionen von Knox.[11]
- Im März 2022 wurde bekannt, dass 200 GB Daten bei Samsung abhandengekommen sind, darunter auch der Source Code von Samsung Knox.[12]